# عمر النجاري
عمر النجاري (27 يونيو 1972 بالدار البيضاء في المغرب - ) هو لاعب كرة قدم مغربي في مركز الوسط. شارك مع منتخب المغرب لكرة القدم. أما مع النوادي، فقد لعب مع نادي الرجاء الرياضي.

## وصلات خارجية
- عمر النجاري على موقع الاتحاد الدولي (مؤرشف)  (الإنجليزية)
- عمر النجاري على موقع قاعدة بيانات كرة القدم.إي يو (الإنجليزية)